# George Atzerodt
George Andreas Atzerodt (12 juin 1835 – 7 juillet 1865), est un immigrant prussien installé aux États-Unis qui prit part à la  conspiration, conduite par John Wilkes Booth, qui conduisit à l'assassinat du président Abraham Lincoln, le 14 avril 1865. Arrêté, jugé en compagnie de sept autres suspects, il est condamné à mort, puis pendu au Old Arsenal Penitentiary, le 7 juillet 1865. 

## Jeunesse
George Atzerodt, fils de Johann, naît le 12 juin 1835, à Dörna en province de Saxe. Sa famille émigre ensuite aux États-Unis, en juin 1844, et s'installe d'abord dans une ferme près de Germantown dans le Maryland, puis plus tard dans une autre ferme du comté de Westmoreland en Virginie. Peu après la mort de son père, en 1857, Atzerodt et son frère aîné s'installent à Port Tobacco Village dans le Maryland, où ils ouvrent un atelier de peinture de charriots,. Leur atelier fait faillite, peu après le début de la Guerre de Sécession et George lance alors une entreprise de transport fluvial afin de faire traverser le Potomac aux marchandises et aux hommes de l'Armée des États confédérés,.

## Complot contre Lincoln

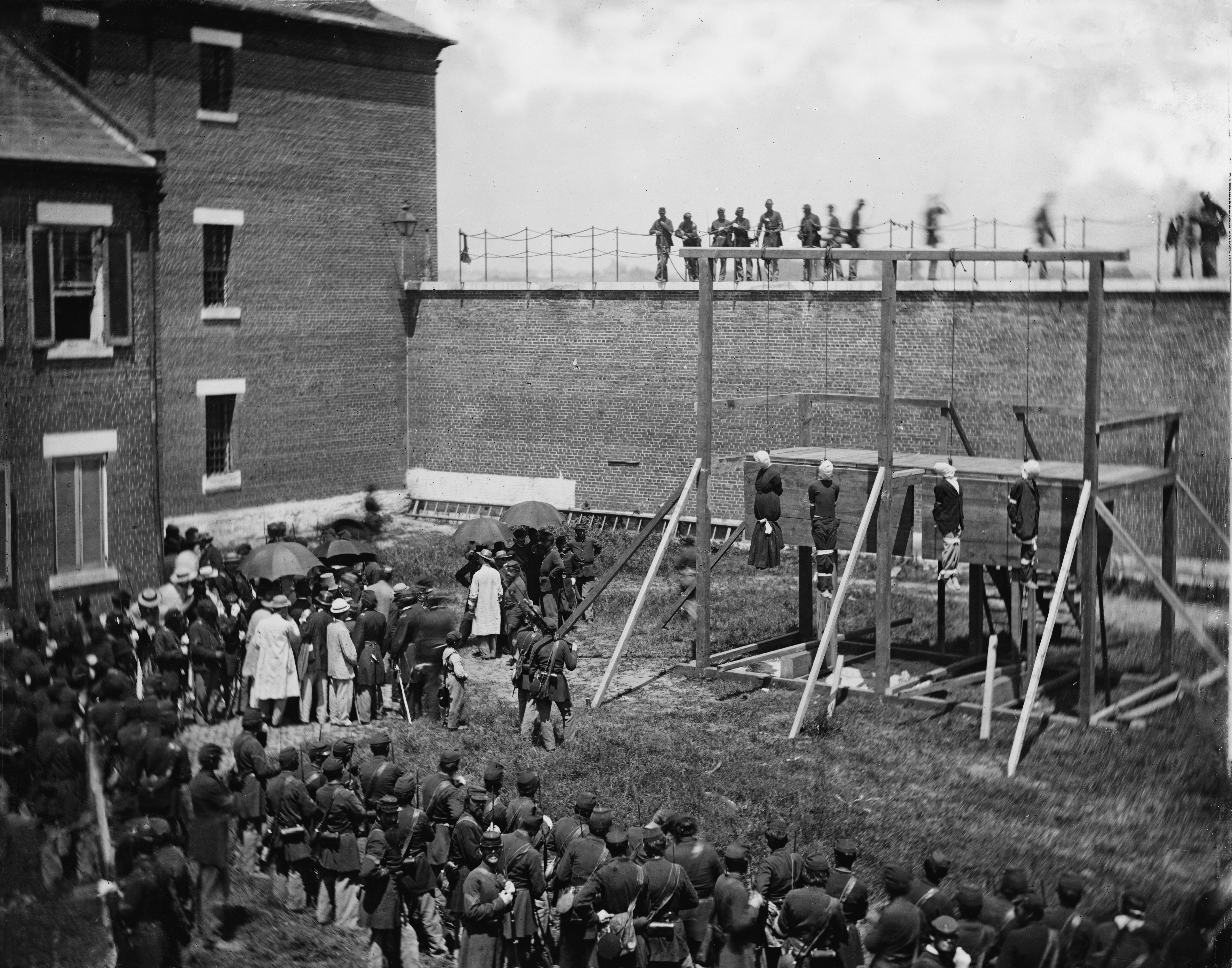
L'exécution des conjurés (De gauche à droite : Mary E. Surratt, Lewis Powell, David Herold, et George Atzerodt), 7 juillet 1865, Fort Lesley J. McNair, Washington, D.C.

En 1864, John Wilkes Booth a l'idée d'un plan d'enlèvement du président Lincoln. Il imagine de l'emmener au Sud comme otage pour forcer le Nord à négocier. À cette fin, Booth met en place un cercle de conspirateurs. C'est John Surratt un agent des services secrets confédérés qui présente Atzerodt à John Wilkes Booth. Les autres conjurés sont Samuel Arnold, David Herold, Michael O'Laughlen et Lewis Powell. Booth change ensuite son plan et décide d'assassiner Lincoln, le secrétaire d'État William H. Seward et le vice-président Andrew Johnson afin de renverser le gouvernement de l'Union. Il charge Atzerodt de l'assassinat de Johnson.
Le 14 avril 1865, Atzerodt loue la chambre 126 de la Kirkwood House à Washington, où réside Johnson. Cependant, ne trouvant pas le courage d'assassiner le vice-président, il commence à boire au bar de l'hôtel. Vraisemblablement saoul, il passe ensuite la nuit à errer dans les rues de la ville. À plusieurs reprises Atzerodt a demandé au barman de l'hôtel si Johnson était bien là. Ceci éveille bien sûr les soupçons, le jour suivant, après l'assassinat de Lincoln. Un employé de l'hôtel prévient alors la police, donnant le signalement d'un « homme suspect dans un manteau gris ».
La police conduit alors une perquisition dans la chambre d'Atzerodt le 15 avril et constate qu'il n'y a pas dormi la nuit précédente. On découvre en outre un revolver chargé sous l'oreiller et un couteau Bowie. Les agents trouvent également un document appartenant à Booth dans la chambre. Atzerodt est arrêté le 20 avril, il avait trouvé refuge chez son cousin, Hartman Richter, à Germantown.